# Joan Domingo i Vidal
Joan Domingo i Vidal (Reus, Baix Camp, c.a. 1735 - Cadis, 22 d'abril de 1808) fou un compositor i mestre de capella català.

## Biografia
Fou fill de Joan Domingo Sastre i María Vidal. La seva infància i joventut va transcórrer al lloc on va néixer, Reus, on també va rebre la seva formació musical.
El 1759 va abandonar Reus per a desplaçar-se a Sevilla, i ja no tornaria mai més a la seva vila natal. El juny de 1759 Vidal va presentar la seva candidatura a la Col·legiata d'Antequera per tal de cobrir la vacant de mestre de capella. Poc després va opositar al magisteri de la Col·legiata d'Olivares (Sevilla), vacant per la mort del mestre anterior, Antonio González, mentre al mateix temps aspirava al de la Col·legiata del Salvador. Finalment, al Capítol d'Olivares no el va satisfer el resultat i va declarar oberta l'oposició a l'espera de nous candidats. El desembre 1759 es va llegir en el Capítol d'Olivares una carta seva per la qual es retirava de l'oposició, en haver aconseguit el magisteri de la Col·legiata de Salvador a Sevilla. Una carta de recomanació de Pedro Rabassa fou decisiva per ser nomenat mestre de capella d'aquesta darrera Col·legiata, magisteri que va desenvolupar durant vint-i-nou anys, des del 1759 fins al 1788. Tot i les dificultats de treballar en una capella curta en recursos, amb només uns pocs músics de plantilla i la resta sense salari fix, Vidal es va guanyar l'estima i reconeixement del Capítol, que li va concedir una assignació perpètua a títol personal.
El càrrec de mestre del Salvador portava annexa una capellania que exigia al seu titular estar ordenat. Joan Domingo Vidal va declarar la seva intenció d'accedir a l'estat clerical, el Capítol li va concedir 100 ducats de còngrua i es va ordenar de tonsura en 1762, romanent com a simple tonsurat fins a 1791, data en què va reprendre la seva carrera eclesiàstica, estant ja en Cadis.
Durant la seva etapa de Salvador Vidal es va presentar a diverses oposicions per mestre de capella de diferents esglésies. En 1768 va opositar a la Catedral de Màlaga; en 1774 a la Catedral d'Oviedo; en 1776 va concursar al magisteri de la Catedral de Granada; en 1781 al de la Catedral de Còrdova en una oposició que es va paralitzar fins a 1785 i que es va resoldre mitjançant una nova convocatòria a la qual Vidal ja no va concórrer. Van ser sis oposicions que no va guanyar, quedant en algunes d'elles entre els més ben classificats, i en les que va tenir ocasió de conèixer personalment als mestres més rellevants de la seva època.
En 1792, va morir el mestre titular jubilat, Francisco Prim, i aleshores Vidal fou nomenat mestre de capella de la Catedral de Cadis, després de quatre anys exercint la funció com a interí. En els vint anys que va durar el magisteri de Vidal a Cadis no abunden en les actes capitulars les notícies relatives a la seva persona. El juliol de 1803 portava ja algun temps malalt i era necessari suplir-lo en les seves absències. En 1805 apareix de nou malalt, sent necessari posar-li un suplent per dirigir la Capella. Joan Domingo Vidal va morir finalment el dia 22 d'abril de 1808.

## Obres
Tota la vida musical de Joan Domingo Vidal que coneixem, al voltant de quaranta-nou anys, va estar dedicada al magisteri de capella, amb l'obligació de compondre regularment obres per als cultes; en conseqüència, la seva producció musical fou molt abundant. Una part important d'aquesta producció s'ha perdut o està il·localitzable, i pràcticament tota la seva obra coneguda, 199 obres, es troba en l'Arxiu de la Catedral de Cadis. Dues misses es troben en la Col·legiata d'Olivares (Sevilla), una de les quals està també a Cadis. Totes elles són obres en llatí.